# Alirio Díaz
Alirio Martín Díaz Leal (Carora, estado Lara, Venezuela; 12 de noviembre de 1923 - Roma, Italia, 5 de julio de 2016) fue un músico venezolano de guitarra clásica. 

## Biografía
Fue uno de los hijos de Pompilio Díaz y de Josefa Leal. Luego de tres años de vida estudiantil, el joven Díaz se dirige a la ciudad de Trujillo, en donde va a dar comienzo definitivo a los estudios académicos de la música, propiamente lecciones de teoría, solfeo, saxofón y clarinete, bajo la dirección del conocido maestro, compositor y director de Banda, Laudelino Mejías. Para este y otras personalidades trujillanas, lleva cartas de recomendación de parte de Cecilio Zubillaga, en las cuales su mentor avizora el porvenir artístico de Alirio. En ese entonces, para ganar dinero el joven artista tuvo que aprender tipografía, mecanografía, inglés, corrección de pruebas periodísticas, pasando a ser guitarrista popular acompañante en Radio Trujillo y saxofonista en la Banda del Estado.[cita requerida]
Siempre obedeciendo a los consejos de Cecilio Zubillaga, viaja a Caracas en septiembre de 1945, donde descubrirá las bases definitivas de su porvenir de músico.
Al ingresar a la Escuela Superior de Música José Ángel Lamas, tuvo como profesores a los maestros Pedro Antonio Ramos, en teoría y solfeo, a  Juan Bautista Plaza, en historia y estética de la música, a Raúl Borges, en guitarra, y a Vicente Emilio Sojo y a Primo Moschini en armonía. Como ejecutante de clarinete, es acogido en las filas de la Banda Marcial Caracas, que dirigía el maestro Pedro Elías Gutiérrez, y el maestro Sojo lo incorpora en la fila de los tenores del Orfeón Lamas. Pero su modus vivendi quedó resuelto cuando los músicos populares de la esquina de la Torre y de la orquesta de César Viera en la Radio Tropical lo llamaron para realizar trabajos profesionales, a lo cual se añadió un pequeño subsidio que, gracias a Vicente Emilio Sojo, le fue otorgado por el Ministerio de Educación Nacional.[cita requerida]
En 1950, Alirio Díaz se da a conocer mediante recitales tanto en emisoras radiales como en locales privados y públicos, como en la sede de la Academia José Ángel Lamas, en la Biblioteca Nacional de Caracas, el 12 de febrero de 1950, y poco después en los ateneos de: Valencia, Barquisimeto y Trujillo, de los que obtuvo buenas críticas de parte de Eduardo Lira Espejo, Eduardo Feo Calcaño y Sergio Baudo. Ya desde entonces interpretaba en la guitarra lo mejor de su repertorio, incluyendo las obras de notables compositores venezolanos como Borges, Sojo y Antonio Lauro. Mención especial merece igualmente su participación en el gran concierto que se celebró en mayo de 1950 en la Escuela Superior de Música para conmemorar el bicentenario de la muerte de Johann Sebastian Bach. Alirio Díaz hizo en este concierto una interpretación de la Chacona del compositor alemán.[cita requerida]

### Viaje a Europa
En julio de ese año concluyen los estudios del joven músico venezolano, y es entonces cuando proyecta viajar a Europa para realizar un estudios de posgrado artístico. Dos personalidades se ocupan de ello, el pintor venezolano Clemente Pimentel y el crítico musical chileno, Eduardo Lira Espejo, y poco después un nutrido grupo de figuras representativas de la cultura venezolana el Ministerio de Educación Nacional respondió aprobando la concesión de un subsidio para Díaz. Para noviembre estaba en Madrid, en donde en el «Conservatorio de Música y Declamación» es acogido por el compositor y guitarrista Regino Sainz de la Maza. Mientras realiza sus estudios, realiza presentaciones con gran éxito en importantes centros como el Ateneo de Madrid, Teatro Español, Palau de la Música de Barcelona, la Alhambra de Granada, Teatro Principal de Valencia. Estrecha relaciones amistosas con intelectuales y músicos como Gerardo Diego, Joaquín Rodrigo, Federico Moreno Torroba, García Nieto, Narciso Yepes, Emilio Pujol, Daniel Fortea, Eugenia Serrano, Federico Mompou, Xavier Montsalvatge o Joaquín Achucarro entre otros.

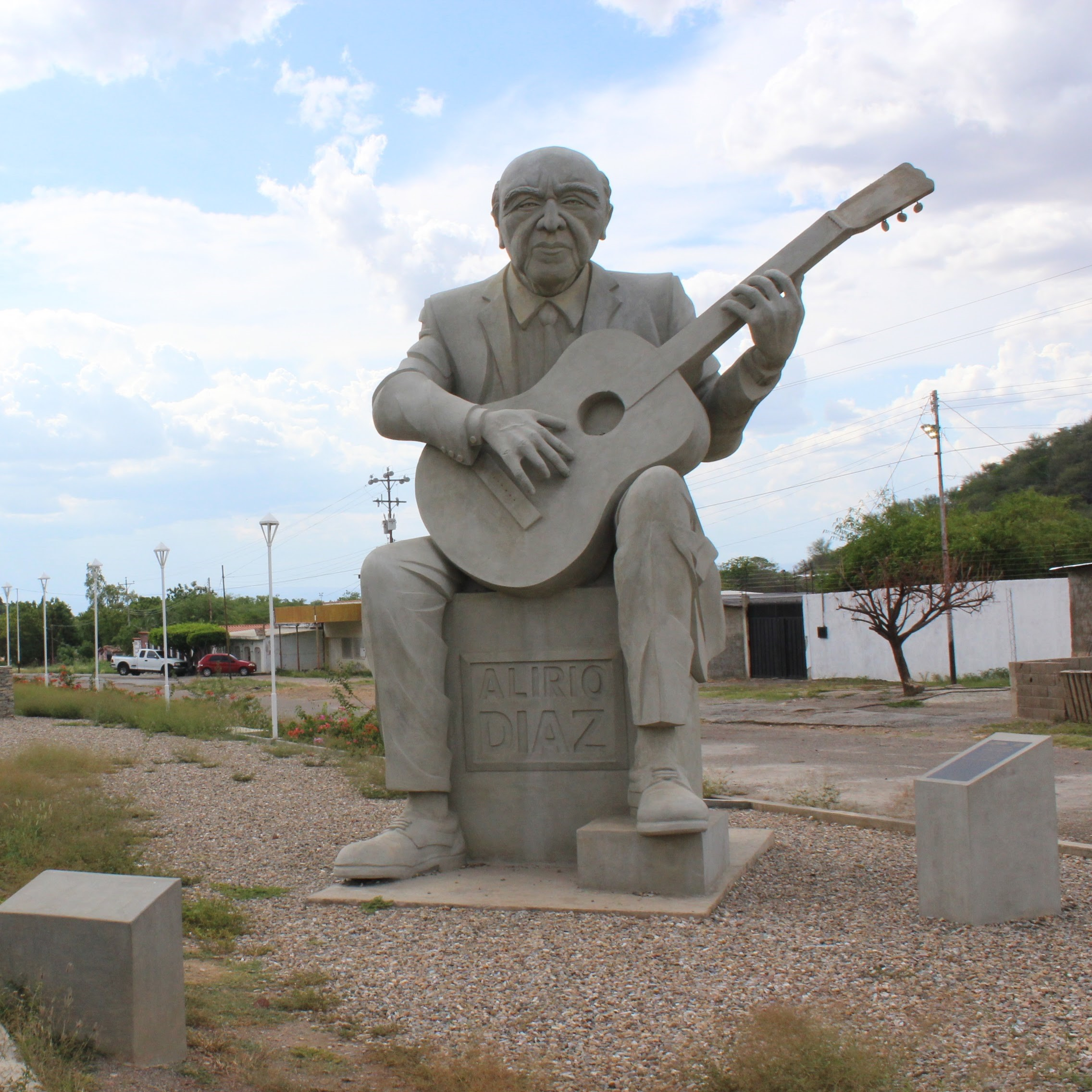
Estatua de Alirio Díaz en la entrada de su natal Carora.

### Italia
A mediados de 1951 emprende viaje a Italia buscando su perfeccionamiento. Al enterarse de que el famoso guitarrista español Andrés Segovia, dictaba en Siena cursos de alto perfeccionamiento en las aulas de la Academia Chigiana, el joven guitarrista venezolano decidió participar en ellos. Segovia no dudó en considerarlo como el mejor de los estudiantes que habían pasado por la Academia, lo cual equivalía a considerarlo como la mejor promesa de la guitarra en el mundo. En efecto, un par de años más tarde, Alirio Díaz llega a ser no solo el discípulo del maestro sino su asistente y sustituto en la propia Academia Chigiana.
Bajos tales auspicios artísticos se expanden sus actuaciones por Italia, a la cual contribuyen de modo determinante sus amigos, mecenas y colegas del arte musical, además de los compositores venezolanos Raúl Borges, Vicente Emilio Sojo y Juan Bautista Plaza. Casualmente, fue este último quien por primera vez lo presentó formalmente al público de Roma en un recital auspiciado por el poeta y embajador venezolano Alberto Arvelo Torrealba. Desde Italia viaja por todo el continente europeo siempre por motivos inherentes a la profesión artística. Desde entonces, inició giras artísticas por los cinco continentes actuando como solista y acompañado de orquestas sinfónicas bajo la dirección de Sergiu Celibidache, Leopold Stokowski, Antonio Estévez, Andre Kostelanetz, Rafael Frühbeck de Burgos y José Iturbi, entre otros.
Durante estas actividades, Alirio fue tomando conciencia del gran valor de las manifestaciones musicales populares, y siguiendo las huellas de Vicente Emilio Sojo, en sus viajes a Venezuela, dedicaba gran parte de su tiempo a la recopilación de cantos de origen popular, muchos de los cuales, luego de armonizaciones guitarrísticas eran y son interpretadas ante públicos de todo el mundo. De las mismas quedan ediciones y grabaciones discográficas. También se destacan las investigaciones realizadas desde un punto de vista crítico, analítico y musicológico sobre el mismo argumento popular, gran parte de las cuales publicó en su libro «Música en la vida y lucha del pueblo venezolano» y en diversos periódicos y revistas venezolanas. Buena parte de estos trabajos están también reflejados en su obra autobiográfica «Al divisar el humo de la aldea nativa».
En 1956, Alirio Díaz firma su primer contrato discográfico con la empresa francesa «Éditions de la Boite á Music» con la cual graba sus dos primeros LP. Posteriormente, contrata con otras empresas tanto en Venezuela, como en el extranjero, realizando grabaciones, algunas de ellas digitalizadas en la actualidad.

### Obra escrita
Díaz es autor de diferentes libros en los que entrelaza su faceta de músico, investigador y memorialista. En 1980 publicó para Monte Ávila Editores Latinoamericana, Ensayos sobre música venezolana, música en la vida y lucha del pueblo venezolano y en 2004 su autobiografía: Al divisar el humo de la aldea nativa, en la que recoge las vivencias de infancia, los recuerdos en La Candelaria, el caserío del estado Lara donde nació, y otras remembranzas de su juventud en Carora.

## Discografía
La siguiente lista presenta la discografía de Alirio Díaz, de acuerdo a su página oficial en Internet complementada con otras fuentes. No aparecen discos de 78 rpm en esta relación, bien por no haber grabado en este formato o por no haber sido clasificadas estas grabaciones, si existen. Los años de publicación son estimados, al no existir por entonces la costumbre de indicarlos en las grabaciones.
| Año de publicación | Título | Discográfica                                              |
| 1956               | Récital de guitare No.1                                                                                                | Éditions de la Boîte À Musique (Francia)                  |
| 1957               | Récital de guitare No.2                                                                                                | Éditions de la Boîte À Musique (Francia)                  |
| 1957               | Guitarra de Venezuela                                                                                                  | Sociedad de Amigos de la Música (Venezuela)               |
| 1958               | Concierto para guitarra y orquesta de Antonio Lauro                                                                    | Discos Cymbal (Venezuela)                                 |
| 1959               | Antonio Lauro: Concierto para guitarra y orquesta; Mario Castelnuovo-Tedesco: Concierto para guitarra y orquesta en Re | Sociedad de Amigos de la Música (Venezuela)               |
| 1960               | Panorama de la guitarre classique n.º 1                                                                                | Teppaz Lyon (Francia)                                     |
| 1960               | Il Seicento | Audiovisivi (Italia)                                      |
| 1962               | L’Anthologie de la Guitare n.º 6                                                                                       | RCA Victor (Francia)                                      |
| 1962               | El uno y el otro n.º 1                                                                                                 | Éditions de la Boîte À Musique (Francia)                  |
| 1962               | El uno y el otro No.2                                                                                                  | Éditions de la Boîte À Musique (Francia)                  |
| 1963               | Masterpieces of the Spanish Guitar                                                                                     | Vanguard Records (EE. UU.)                                |
| 1965               | Four centuries of Music: The Classic Spanish Guitar                                                                    | Vanguard Records (EE. UU.)                                |
| 1966               | 400 years of the Classical Guitar                                                                                      | Everest Records (EE. UU.)                                 |
| 1966               | The virtuoso guitar, Vol. 2                                                                                            | Vanguard Records (EE. UU.)                                |
| 1967               | Alirio y Morella: Canciones, tonadas y aguinaldos venezolanos                                                          | Polydor (Venezuela)                                       |
| 1967               | Concierto de Aranjuez                                                                                                  | EMI Records (Reino Unido)                                 |
| 1968               | Alirio Díaz plays Bach                                                                                                 | EMI Records-His Master's Voice (Reino Unido)              |
| 1968               | Boccherini | Vanguard Records (EE. UU.)                                |
| 1970               | Alirio Díaz plays Guitar Music of Spain and Latin America                                                              | EMI Records-His Master's Voice (Reino Unido)              |
| 1970               | Obras de Manuel M. Ponce                                                                                               | Discos Musart (México)                                    |
| 1971               | Alirio Díaz plays Castelnuovo-Tedesco and Ponce                                                                        | EMI Records-His Master's Voice (Reino Unido)              |
| 1971               | Concierto Venezolano                                                                                                   | La Buena Música S.A. (Venezuela)                          |
| 1971               | Concierto Venezolano, Vol. II                                                                                          | La Buena Música S.A. (Venezuela)                          |
| 1975               | Aguinaldos y otras melodías venezolanas                                                                                | Siruma Discos (Venezuela)                                 |
| 1976               | Melodías larenses | Siruma Discos (Venezuela)                                 |
| 1976               | Alirio Díaz | Alcasa (Venezuela)                                        |
| 1976               | Rodrigo: Concierto de Aranjuez for Guitar and Orchestra and other guitar favourites                                    | Everest Records (EE. UU.)                                 |
| 1978               | Piezas venezolanas para guitarra                                                                                       | Instituto Latinoamericano Vicente Emilio Sojo (Venezuela) |
| 1980               | Alirio Díaz | Instituto Nacional de Obras Sanitarias (Venezuela)        |
| 1986               | Italia | Siruma Discos (Venezuela)                                 |